# Голлен
Голлен (VII век) — святой из Денбишира. День памяти — 21 мая.
Имя святого Голлена (Gollen), или Коллена (Collen), или Колана (Colan) из Денбихшира связано также с Уэльсом, Гластонбери и Римом. Имя Коллен означает ореховое дерево.
Сохранилось его Житие XVI века, написанное на валлийском, но его историчность остаётся под сомнением. Согласно этому житию, святой Голлен выиграл спор у язычника сарацина, состоявшийся в присутствии папы Римского, после чего отправился в Корнуолл и Гластонбери. Он победил злую великаншу в долине около нынешнего Лланголлена, что позволило вернуться людям в те края. Помимо города Лланголлен (Clwyd) в Денбишире, имя Голлена носит церковь святого Колана в Корнуолле и, быть может, церковь в Ланголене, что в Финистере, Бретань.